# Felinine
Felinine is een aminozuur dat wordt aangetroffen in de urine van een aantal katachtigen en via microbiële omzetting is het de bron voor de typische lucht van kattenpis verantwoordelijke thiol: 3-mercapto-3-methylbutaan-1-ol. Katachtigen waarbij deze organische verbinding wordt aangetroffen zijn onder andere: de rode lynx, de chinese bergkat, de nachtkat, en de meest bekende, de huiskat. De eerste stap in de synthese van felinine vindt plaats in de lever via een  condensatiereactie van glutathion met isopentenylpyrofosfaat waarbij 3-mercaptobutanolglutathionine (3-MBG) ontstaat.  In de nieren vindt gedeeltelijke hydrolyse en acetylering plaats.  Onder invloed van het peptidase cauxine ontstaat vervolgens felinine in de urine. Bij de huiskat komen, naast vrij felinine, een aantal felinine bevattende waaronder acetylfelinine, felinylglycine en 3-MBG in de urine voor.